# Salih Kırmızı
Salih Kırmızı (* 1. Januar 1954 in Istanbul) ist ein türkischer Schauspieler.

## Leben und Karriere
Kırmızı wurde am 1. Januar 1954 in Istanbul geboren. Vor seiner Schauspielkarriere arbeitete er als Model. 1973 nahm als er am "Kapak Yıldızı"-Wettbewerb der Zeitschrift Ses teil und kam unter die Finalisten. Im selben Jahr gab er sein Debüt in dem Film Yaban. Zu ihren bekanntesten Werken gehören Filme wie Tatar Ramazan, Mavi Yolculuk, Gurbet und Damga. Sein letzter Film war 2008 in Kırmızı Işık. Danach zog  Kırmızı sich aus der Filmbranche zurück.

## Filmografie (Auswahl)
- 1973: Yaban
- 1973: Yeryüzünde Bir Melek
- 1974: Ne Hakem
- 1975: Gençlik Köprüsü
- 1975: Halkalı Şeker
- 1975: Hopla Kalbim Hopla/Hadi Canım Sende
- 1975: Oniki Çılgın Kız
- 1975: Sarı Necmiye/İt Adası
- 1977: Belki Bir Gün
- 1977: Hain
- 1977: Sapık/Ölüm Dönemeci
- 1977: Şöhretin Bedeli
- 1977: Tatlı Melek
- 1978: Uyanış
- 1988: Emanet
- 1988: Kalbim Ağlıyor
- 1988: Kıbrıs'ta Vuruşanlar
- 1988: Kolyeli Kadın
- 1988: Kuvvetin Ötesi
- 1988: Meçhul Tohum
- 1988: Tanrı Seni Korusun
- 1989: Atlı Karınca
- 1992: Polis
- 1993: Deli Balta
- 1993: Dur Gitme
- 1993: Hayat Çemberi
- 1994: Gitme Kal
- 1994: Göz Hapsi
- 1994: İki Küçük Yaramaz
- 1995: Duygular
- 1995: Meçhul Kadın
- 1995: Polis Dosyası
- 1999: Ferman
- 2000: Şeytan Sofrası
- 2000: Yalnız Ölüm
- 2001: Sultan
- 2002: Sensiz Yaşanmaz
- 2002: Sevgi Ana
- 2005: Beşinci Boyut
- 2008: Kırmızı Işık